# Faust (opera)

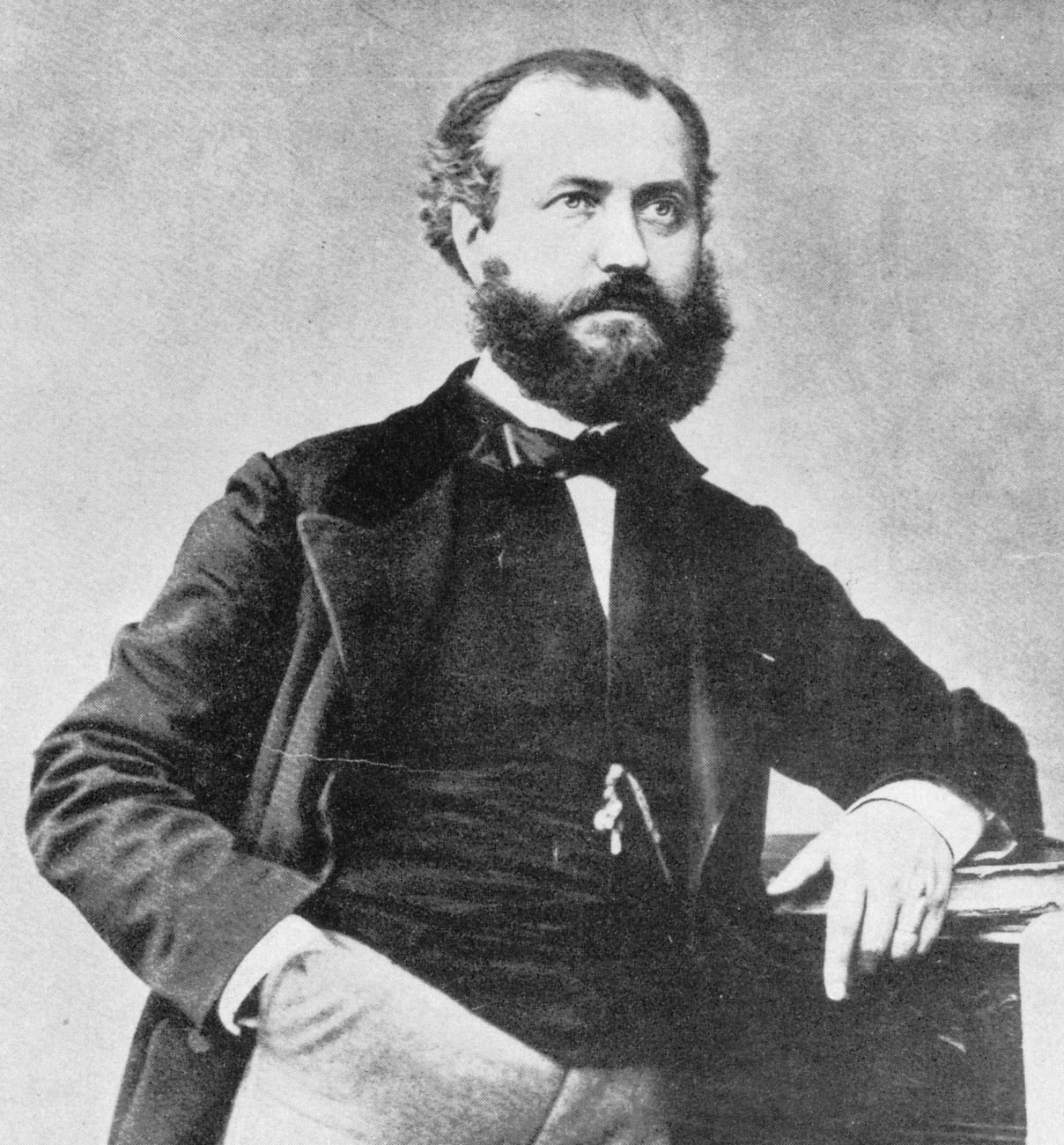
Charles Gounod, 1859.

Faust är en fransk opera i fem akter av Charles Gounod från 1859. Den har ett libretto av Jules Barbier och Michel Carré efter Goethes Faust.

## Verklighetens Faust
Huvudpersonen i operan är en sägenomspunnen gestalt från medeltiden, dr Johann Faust, beskriven som en bedragare och ansedd förstå svartkonst. Faust skall ha dött ca 1540 under mystiska omständigheter och det är den händelsen som är orsak till att sägnen blev omtalad. Han sägs ha sålt sin själ till djävulen som till slut hämtade honom.
Omkring 1750 dramatiserades sägen av Lessing. Han var den förste som betraktade Faust som en ädel människa på jakt efter sanningen. Faust kunde därför inte bli djävulens byte. För den unge Goethe blev Faust en symbol för den människa som ständigt kämpar mot högre mål.

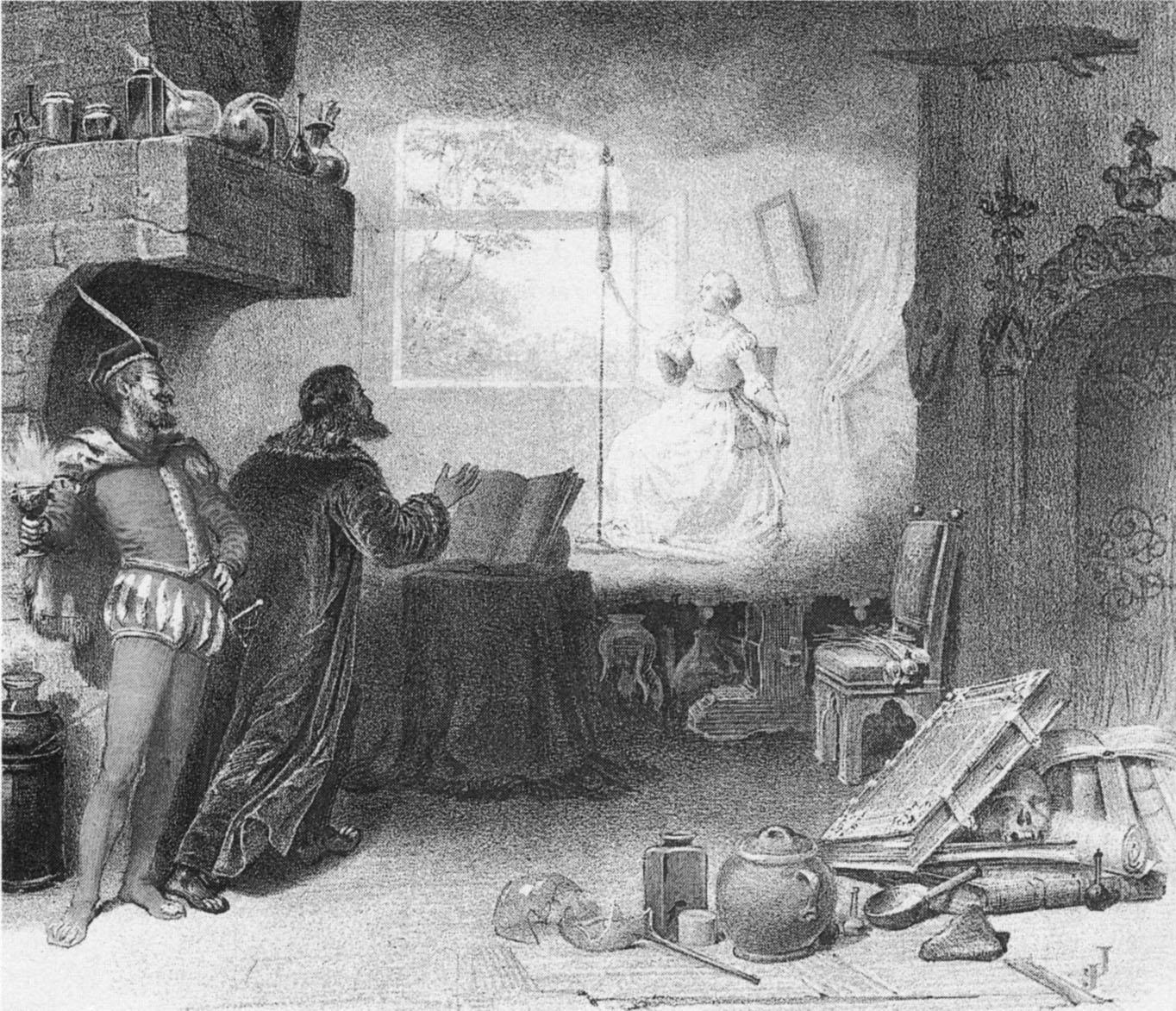
Faust ser Gretchen (Margareta) vid spinnrocken i akt I. Litografi från 1864.

## Historia
Gounod hade redan 1839 beslutat att skriva en opera på Faustmotivet men det skulle dröja 20 år innan den blev verklighet. Verket skrevs ursprungligen som sångspel med talad dialog. Musiken komponerades huvudsakligen åren 1857-1858. Operan uruppfördes på Théâtre Lyrique i Paris den 19 mars 1859. Operachefen Léon Carvalho rollbesatte sin hustru Marie Miolan-Carvalho som Marguerite. Tenoren Hector Gruyer skulle ha sjungit Faust men byttes ut under repetitionerna då han inte ansågs lämplig för rollen. Han ersattes av en sångare från Opéra-Comique, Joseph-Théodore-Désiré Barbot, kort tid före premiären. Mottagandet blev kyligt, delvis beroende på att operan saknade balett. Gounod vare övertygad om att operan skulle passa bättre på den mer prestigefyllda Parisoperan och började omarbeta sitt verk. Tio år senare sattes en omarbetad version, med en balett i sista akten, upp på Parisoperan med Kristina Nilsson i rollen som Margareta. Den blev då en stor succé och gavs i medeltal 125 gånger enbart på Stora Operan under vart och ett av de följande åren. Där har Faust blivit det överlägset mest spelade verket med över 2000 föreställningar. Den utgör en ny linje inom fransk opera, den lyriska. 
Originalet består av fem akter men vid Stockholmsoperan har man emellertid kallat första akten för prolog och akt 2-5 blir därmed 1-4.
Den svenska premiären ägde rum på Stockholmsoperan den 5 juni 1862 och den iscensattes åter med premiär den 26 september 1910, den 28 augusti 1934, den 18 april 1942 och den 22 oktober 1953.
Den sattes upp på Göteborgsoperan med premiär den 1 september  2007 och i Stockholm på
Folkoperan med premiär 15 september 2010.

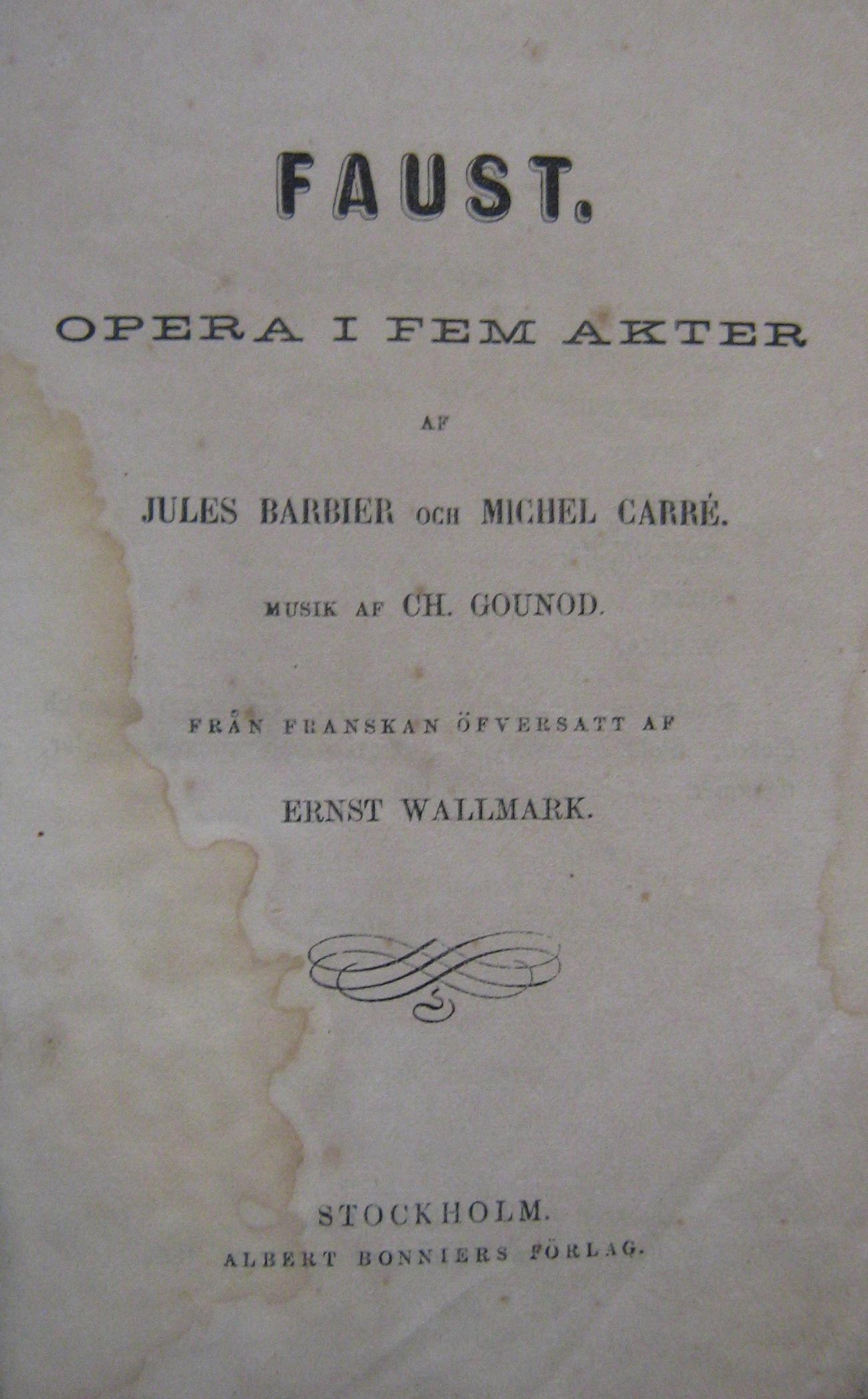
Operan Faust i svensk översättning, utgåva från 1862.

## Uppförandehistorik
Efter den första säsongen på Théâtre Lyrique köpte förläggaren Antoine Choudens rättigheterna för 10 000 francs och tog verket (nu med recitativ istället för den talade dialogen) på turné genom Tyskland, Belgien, Italien och England med Marie Miolan-Carvalho i huvudrollen.
Operan gavs i Italien för första gången på La Scala 1862 och i England på Her Majesty’s Theatre i London (på italienska) 1863. 1864, när operan hade nypremiär i England tog Gounod ett tema från förspelet av operan och skrev en ny aria för stjärnbarytonen Charles Santley i rollen som Valentin. Detta nummer översattes senare till franska som ‘Avant de quitter ces lieux’ och har blivit ett av de mest kända styckena i operan, känd som "Valentins bön". "Soldatkören" är ursprungligen skriven till Ivan den förskräcklige, en opera som Gounod aldrig fullbordade.
1869 sattes en balett in i f finalaktens första scen innan verket kunde spelas på Parisoperan: det skulle bli operahusets mest spelade opera. Med ändringen från talad dialog till sjungen recitativ samt tilläggen av musik och balettinslag förvandlades opera slutligen till en konventionell grand opera.
Trots att operan fortfarande framförs regelbundet tillhör den inte längre "Top 20" av de mest framförda operorna i världen.
Det var med Faust som Metropolitan Opera i New York invigdes den 22 oktober 1883. Den är den åttonde mest framförda operan där med 753 föreställningar fram till 2012-2013 års säsong. Det var inte förrän perioden 1965 till 1977 som den fullständiga versionen framfördes (och då med några mindre strykningar) och i alla föreställningar i den uppsättningen ingick baletten Walpurgisnacht ballet.

## Om operan
Varje tonsättning av ett litterärt verk innebär en grundläggande omtolkning av förlagan, så även här. Den franska operans pompösa stil är fjärran från Goethes klassiska enkelhet. Gounod har naturligtvis behållit många av grand opéra-genrens traditionella element som till exempel i "Vals och kör" eller "Soldatkören". Men i några scener luckrade han upp den strikta nummeroperans principer och stämplades därigenom av sina landsmän ofta som "tysk". Introduktionen, kyrko- och fängelsescenen spränger den schematiska kedjan av på varandra följande musiknummer.
Orkestreringen är i mångt och mycket anspråksfull, vilket på den här tiden var brukligt i den franska operan. Men Gounod är först och främst en storartad melodiker, som till och med i recitativen realiserar sina melodiska infall med slösaktigt överdåd. Inte bara de tre huvudpersonerna, utan även några av bipersonerna, som till exempel Valentin eller Siebel, erhåller underbara melodier.

### Margareta
Gounod inspirerades i första rummet av Margareta (Marguerite). Oskuldsfullhet, fördärv och frälsning - den rena och sårbara själens dramatisk förvandling är central för operan. Gounods Margareta är ingen hjältinna, utan påminner mer om ett barn, som tar emot de vackra juvelerna med samma glädje som doktor Fausts höviska uppvaktning. Hon lever ensam i en småstads hämmande atmosfär och idealiseras som en ängel av brodern. Hon är uppfylld av en djup fromhet, men besitter inte desto mindre en ung flickas sunda fantasier och ger sig naivt hän åt sin första kärleksupplevelse. Skildringen av hennes oskyldiga karaktär når sin höjdpunkt i den i valstakt skrivna "Juvelarian", kompletterad av den okonstlade kärleksduetten och den djupt skakande kyrkoscenen.
När Margareta ändå blir varse Fausts demoniska drag uppstår ett tragiskt dilemma: religionen och synden kämpar i hennes slitna själv. Men hon lyckas inte själv lösa konflikten som istället finner sin lösning i hennes frälsning, fullt jämförbart med den gamla deus ex machina. Margaretas apoteos är mer en följd av tonsättarens religiositet än av en genomtänkt handling.

### Faust
Trots att Faustgestalten ursprungligen var huvudpersonen så hamnar den i operan i bakgrunden. Faust har en mycket kluven personlighet. Han blir å ena sidan genom pakten med djävulen till den som egentligen utlöser det tragiska skeendet: Margaretas fördärv och Valentins död. Å andra sidan besitter Faust också uppriktiga känslor som tydligt framträder i den passionerade duetten med Margareta eller i den smäktande cavatinan. Faust är en problematisk hjälte som visserligen avskyr medbrottslingen Mefistofeles skändliga intriger, men ändå viljelöst följer honom.

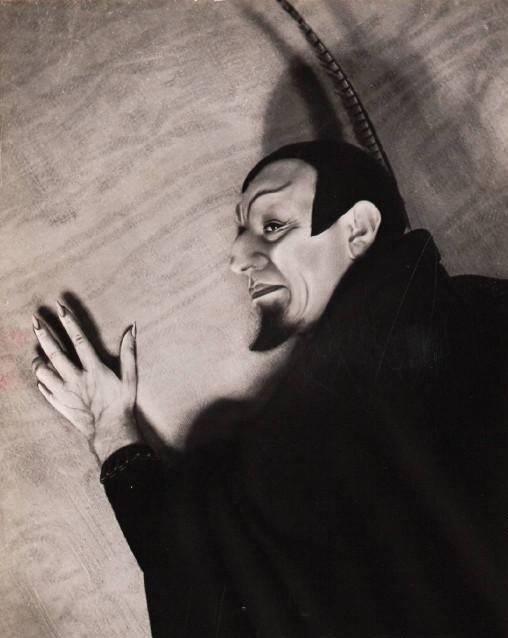
Den bulgariske basen Raffaele Arié (1920–1988) som Mefistofeles.

### Mefistofeles
Att Satan skulle dyka upp i en lyrisk opera verkar vara en egendomlig tillfällighet. Han brukar däremot egentligen höra hemma i opéra-comique-genren, där hans elegant och ondskefulla gestalt kommer bäst till sin rätt. Han framstår inte så mycket som en demon, utan snarare som en skälm. Hans mest berömda arior - "Rondot om Gyllne kalven" och "Serenaden" - är egentligen lättsamma inlagor, där Gounod kunde uttrycka sin läggning för det karikatyrmässiga och därmed trygga operans popularitet. Den förstnämnda har en medryckande inverkan, medan den andra har en något exotisk karaktär.

## Margaretheistället förFaust
I Tyskland gick operan lång tid under namnet Margarethe. Redan kort tid efter premiären 1859 höjdes kritiska röster i Tyskland mot den franske Gounod för att han hade tonsatt Goethes storverk. Efter att operan hade satts upp på Semperoper i Dresden 1861 ändrades titeln till "Margarethe". Efter det Fransk-tyska kriget 1870-71 eskalerade antipatierna mot Frankrike, och Gounods opera fick därefter heta Margarethe när den uppfördes på tyska operascener. För tyskarna existerade bara en Faust och det var Goethes. Då operan endast berör första delen av Goethes drama, kärlekshistorien mellan Margarethe och Faust, är detta namn också mer betecknande. Andra hävdar att det berodde på motsatsen: att ändringen av titeln gjordes för att visa på hur Gounods opera bygger på Goethes drama, och för att särskilja den från Louis Spohrs opera Faust, som hade spelats på tyska scener under många år och som nyligen hade förekommit (1851) i en version i tre akter. Det är också möjligt att 1861 års titeländring i Dresden gjordes av respekt för Spohrs nära och långvariga samarbete med staden.
Även i Frankrike framkallade Gounods musik negativa känslor, nästan samma motstånd som mot Wagners operor. Tre år efter premiären skrev en kritiker i Paris:
Det är en olycka för Gounod, att han beundrar vissa överspända partier i Beethovens sista kvartetter. Det är denna grumliga källa som har frambragt det moderna Tysklands mindervärdiga komponister, folk som Liszt, Wagner, Schumann ... Om Gounod verkligen har anslutit sig till läran om den oändliga melodin, urskogens och solnedgångens melodi... då är han oåterkalleligt förtappad.

## Juvelariani serievärlden
I seriealbumen Tintins äventyr av Hergé återfinns operadivan Bianca Castafiore vars stora paradnummer är just "Juvelarian" ur Faust. I flera album, och särskilt i Castafiores juveler, försöker hon ett flertal gånger högljutt stämma upp arian men blir alltid avbruten efter första raden ("Ah, jag ler...") av någon händelse eller person, till Tintins och kapten Haddocks stora lättnad.

## Roller

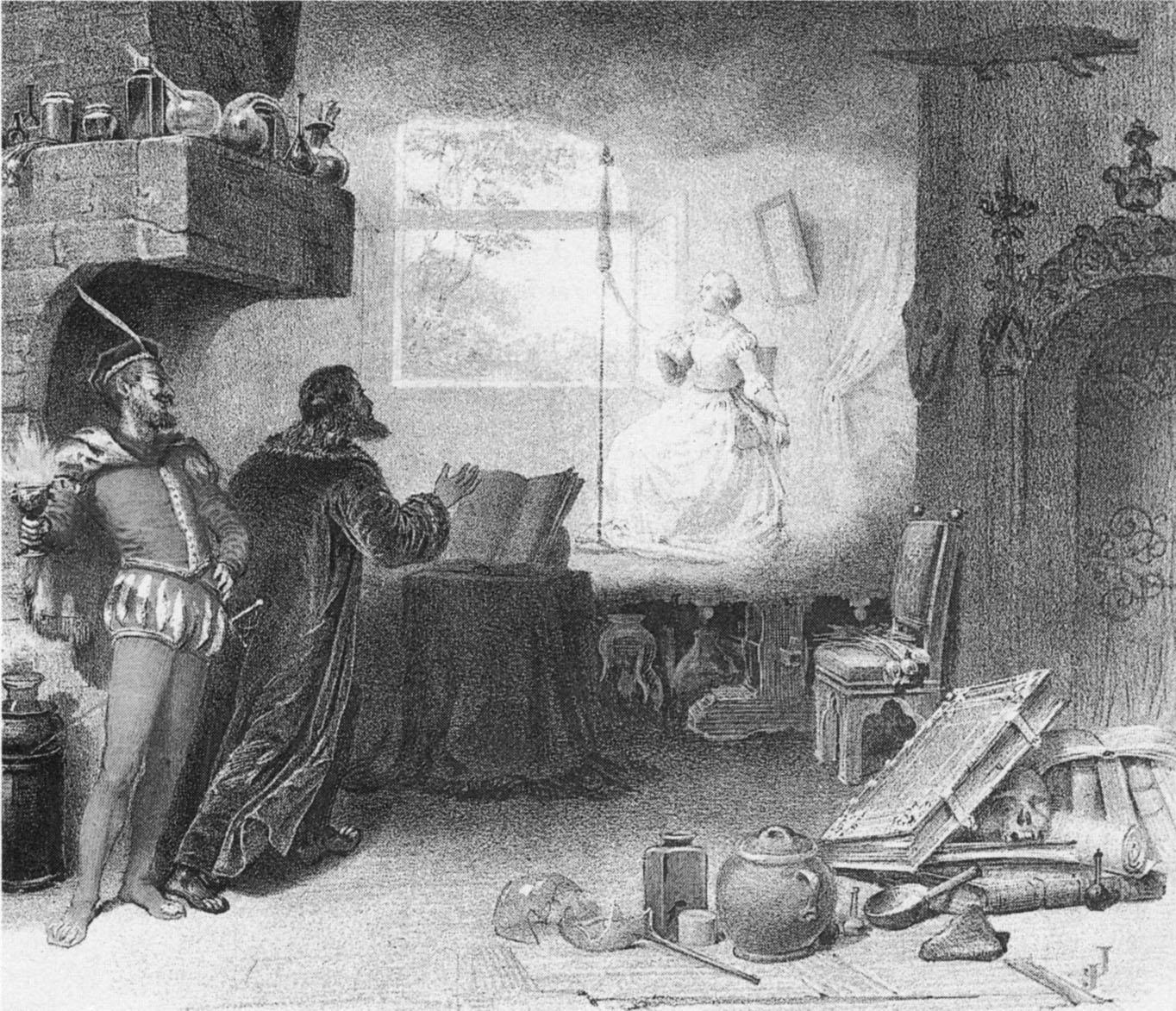
Synen av Marguerite såsom den gjorde på Covent Garden 1864 med Jean-Baptiste Faure som Méphistophélès och Giovanni Mario som Faust

| Roller                                                                      | Stämma                             | Premiärbesättning den 19 mars 1859 (Dirigent: Adolphe Deloffre) |
| --------------------------------------------------------------------------- | ---------------------------------- | --------------------------------------------------------------- |
| Faust, filosof och metafysiker                                              | tenor                              | Joseph-Théodore-Désiré Barbot                                   |
| Méphistophélès                                                              | basbaryton                         | Émile Balanqué                                                  |
| Marguerite, en ung kvinna                                                   | sopran                             | Marie Caroline Miolan-Carvalho                                  |
| Valentin, soldat, Marguerites broder                                        | baryton                            | Osmond Raynal                                                   |
| Wagner, Valentins vän                                                       | baryton                            | M. Cibot                                                        |
| Siébel, yngling, förälskad i Marguerite                                     | mezzosopran eller sopran (byxroll) | Amélie Faivre                                                   |
| Marthe Schwertlein, Marguerites amma                                        | mezzosopran eller kontraalt        | Duclos                                                          |
| Borgare, studenter, soldater, kvinnor, unga flickor, folk, häxor och änglar |                                    |                                                                 |

## Handling
Operan utspelar sig i en tysk stad omkring år 1500. Föreställningen varar omkring 3 timmar och 30 minuter.

### Akt I
Den gamle Faust sitter vid sitt arbetsbord i djupa funderingar. Han är på det klara med att hans liv är förspillt. Kunskaper har han visserligen skaffat sig, men det som har det största värdet för en människa: ungdom, skönhet och kärlek, har han aldrig ägt. Livet har inte längre något värde för honom. Men varje gång han lyfter giftbägaren tvekar han. Då hör han utifrån munter sång. Det är de unga bönderna som beger sig till dagens arbete och lovsjunger Gud, men inte heller religionen kan återge Faust tron på livet. Faust vill inte dö, han vill försöka skaffa sig något av det goda som han hittills har saknat. Han förbannar himlen och med hjälp av "svartkonst" framkallar han Satan.
På en gång är djävulens utsände, Mefistofeles, på platsen. Hans ansikte är demoniskt, han haltar, men presenterar sig som adelsman med fjäder i hatten, värja och kappa på skuldran. Han bjuder Faust rikedom och makt. Faust önskar sig ungdom och även det kan Mefistofeles ge honom. På jorden skall han vara Fausts lydige tjänare. Men efter döden, i helvetet, skall Faust tillhöra honom. Faust ryser men då Mefistofeles framkallar bilden av en vacker, ung flicka ger han efter ("A moi les plaisirs les jeunes maîtresses!") och skriver under ett dokument som Mefistofeles räcker honom. Därefter ger Mefistofeles Faust en bägare. Faust tömmer den och förvandlas i samma ögonblick. Nu är han en ung, flott kavaljer. Tillsammans med Mefistofeles drar han ut i världen för att njuta av livets goda.

### Akt II
På torget i en liten by är det fullt av borgare, kvinnor, unga flickor, studenter och soldater som snart skall dra ut i fält. De sjunger och dansar. Valentin, som är ledare för soldaterna, har av sin syster Margareta fått en madonnabild, som skall skydda honom i farans stund. Han ber till den heliga jungfrun att hon måtte hålla sin hand över hans syster ("Avant de quitter ces lieux"). Den unge studenten Siebel älskar Margareta och lovar att beskydda henne. Medan en annan ung man, Wagner, sjunger en visa, kommer plötsligt Mefistofeles. Han sjunger en hädisk visa om guldkalven ("Le veau d'or est toujours débout!"), vilken skildrar människornas dans kring guldet med Satan i spetsen.
Mefistofeles beslutar sig för att uppträda som spåman: Wagner kommer snart att dö och de blommor som Siebel plockar till Margareta skall snart vissna. Mefistofeles spottar föraktfullt ut det vin som Wagner har bjudit honom. Han kan bjuda damen en helt annan dryck, slår på skylten till värdshuset och från det rinner då pärlande vin. Han fyller sin bägare och utbringar en skål för den sköna Margareta. Då drar Valentin sitt svärd men det splittras i luften. Valentin och hans vänner förstår då att det är djävulen som står framför dem. De sänker svärden och lyfter ett kors mot Mefistofeles som måste vika tillbaka för den heliga symbolen.
Folk börjar åter dansa. Faust kommer till platsen i sällskap med Mefistofeles, och Faust begär att få se den unga flickan, som Mefistofeles visade honom i en syn. Då kommer Margareta gående. Faust talar till henne men hon visar honom blygt tillbaka ("Ne permettrez-vous pas"). Faust är sårad men Mefistofeles lovar att hjälpa honom. Snart skall Margareta vara hans.

### Akt III

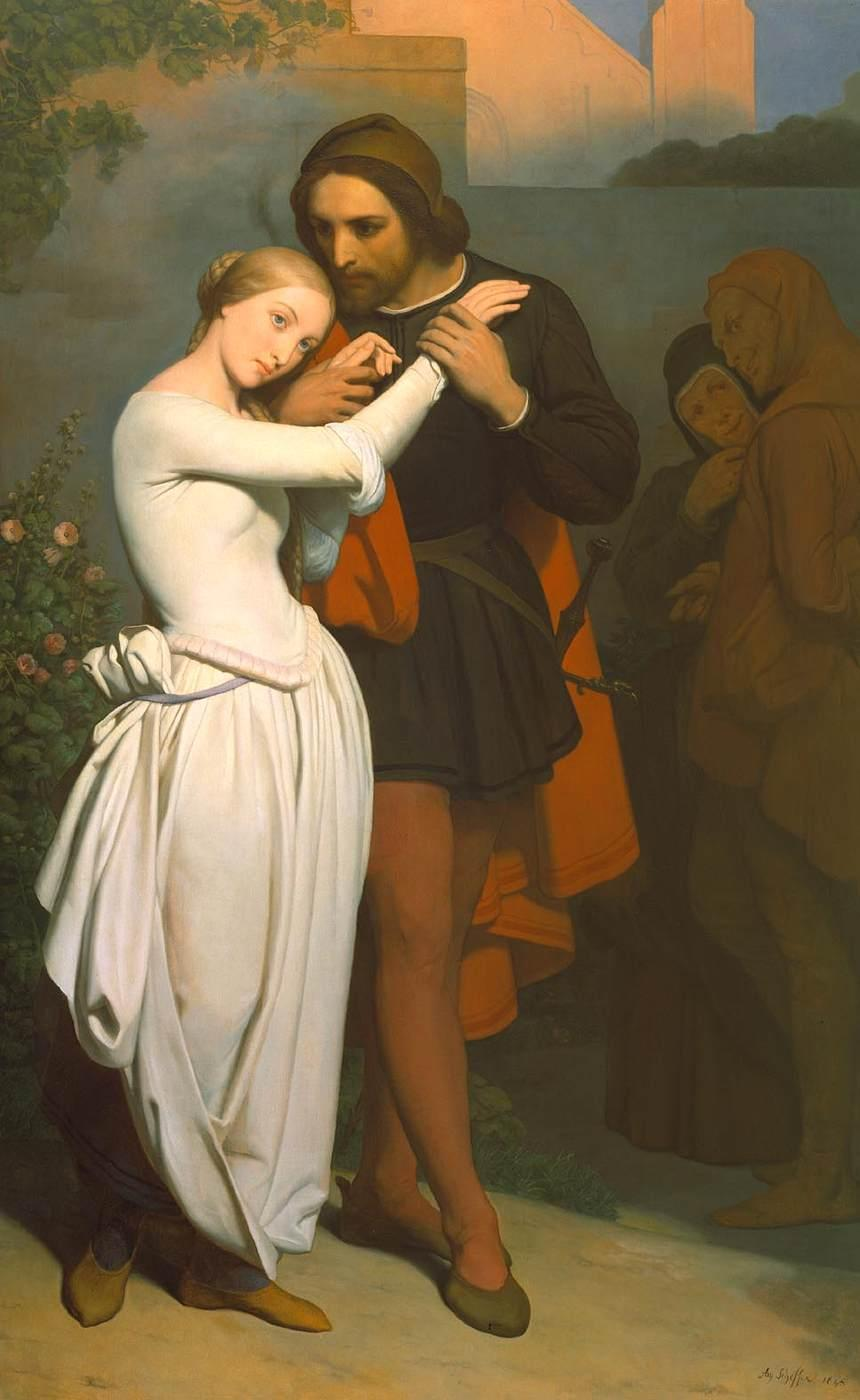
Faust och Margareta i trädgården.

Siebel kommer för att plocka blommor till Margareta, men de vissnar i hans hand. Då doppar han handen i vigvattenskaret vid ingången till hemmet och den ondes makt viker ("Faites lui mes aveux"). Siebel går, Faust och Mefistofeles kommer. Mefistofeles ler föraktfullt då han ser Siebels fattiga gåva, han vet något som intresserar en ung kvinna mycket mer. Faust blir betagen av den ordning och enkelhet som råder i trädgården och uttrycker sin förtjusning ("Salut demeure chaste et pure!"). Mefistofeles kommer tillbaka med ett praktfullt skrin, som han ställer vid dörren, varefter han och Faust gömmer sig. Margareta kommer och hon kan inte låta bli att tänka på den unge man som talade till henne på torget. Hon sätter sig vid spinnrocken och medan hon spinner sjunger hon sången om Kungen av Thule ("Il était un roi de Thulé"). Men sina tankar kan inte styra och ständigt måste hon i tankarna återkalla minnet av den främmande. Då hon sjungit visan upptäcker hon skrinet framför dörren. Hon öppnar det och bländas av de vackra smyckena. Hon tar på sig en dyrbar pärlkedja och ser sig i en spegel som också finns i skrinet och tycker hon är skön som en kungadotter (Juvelarian - "Ah, je ris de me voir si belle").
Hon överraskas av sin grannfru Martha som lugnar henne beträffande smyckena. Nu inträder två herrar, Faust och Mefistofeles. Martha blir ögonblickligen betagen av Mefistofeles, som bringar henne det tragiska budskapet att hennes man är död. Budskapet för inte något större intryck på henne ty hon ser redan en ny äkta man i Mefistofeles. Margareta berättar för Faust om sin ensamma tillvaro. En gång hade hon en liten syster som hon skyddade och då var hennes liv rikt. Nu har hennes bror dragit ut i krig och hon har ingen att vara tillsammans med. Faust blir så gripen att han beslutar sig för att skona henne. Men Mefistofeles håller honom tillbaka hon hånar honom. Han skall bara vänta och se. Margareta kommer att röja sina innersta känslor för stjärnorna. I månskenet öppnar hon också sitt fönster och sjunger om sin längtan efter kärlek. Faust springer mot henne och griper hennes hand. Mefistofeles hånler.

### Akt IV
Kvinnorna går in i kyrkan för att bedja. Margareta kommer också och lägger sig på knä, men menigheten flyr henne då det har blivit känt att hon har en älskare och att hon väntar barn. Förtvivlad vänder hon sig till Gud.
Mefistofeles visar sig bakom en pelare i skydd för altarets kors. I skepnad av det onda samvetet förebrår han henne för vad hon har gjort. För hennes synd finns bara ett straff - förtappelse. Med ett skrik faller hon samman.
Till tonerna av en soldatmarsch vänder soldaterna segerrika tillbaka ("Gloire immortelle de nos aïeux"). Valentin vill gå in i sitt hus men hejdas av Siebel, som berättar allt om Margareta. Han ber Valentin vara barmhärtig men denne sliter sig loss och springer in.
Det har blivit afton. Mefistofeles kommer tillsammans med Faust, som han har tvingat med sig. Mefistofeles sjunger en djävulskt hånande serenad för Margareta ("Vous qui faites l'endormie"). Men istället för den unga flickan visar sig hennes bror. Valentin vill veta vem som är systerns förförare, och Mefistofeles presenterar honom. Det uppstår en duell där Mefistofeles behändigt hjälper Faust. Valentin kastar ifrån sig madonnabilden som Margareta givit honom och faller för Fausts värja. De båda dråparna flyr och folk samlas kring den fallne. Margareta knäböjer vid Valentins sida men i sin dödsstund förbannar han henne ("Ecoute-moi bien Marguerite").

### Akt V
Det är Valborgsmässonatt, då häxorna samlas på Blocksberg till fest med djävulen ("Un, deux et trois"). Mefistofeles har tagit med sig Faust och i en balett visar han en rad av historiens skönaste kurtisaner. Men Faust kan inte glömma Margareta.
Margareta har i ett anfall av förvirring dräpt sin lille son. Nu väntar hon på att bli förd till avrättningsplatsen. Medan vakten sover kommer Faust och Mefistofeles. Faust får själv befria henne medan Mefistofeles går för att hålla utkik.
Faust ber Margareta skynda sig, men hon tänker bara på den lyckliga tid då hon för första gången mötte honom ("Mon Coeur est pénétré"). Plötsligt återkommer Mefistofeles och säger att de genast måste ge sig av. Men då Margareta får se den onde viker hon tillbaka och ber Gud beskydda henne. Hon stöter Faust ifrån sig och sjunker död ned. Mefistofeles ropar att hon är fördömd, men himlens röster svarar: "Räddad!" En skara av änglar för Margareta upp mot himmelen. Förtvivlad följer Faust henne med blicken och sjunker på knä i bön. Vid åsynen av ärkeängelns svärd tvingas Mefistofeles vika undan.

## Berömda partier
- Akt 1. Valentins bön; Visan om råttan; Rondot om Gyllene kalven.
- Akt 2. Siebels aria; Fausts cavatina; Balladen om kungen av Thule; Juvelarian; Trädgårdskvartetten (O, vad kval och nöd); Kärleksduetten (Det ren är sent).
- Akt 3. Soldatkören; Mefistofeles serenad; Duelltrion (Vad vill ni här?).
- Akt 4. Walpurgisnatten.

## Inspelningar (urval)
- Faust. Alagna, Gheorghiu, Terfel, Keenylside, Koch. Royal Opera Choir. Royal Opera House, Covent Garden, Orchestra. Pappano, dirigent. EMI 6 31611-9. DVD.
- Faust. Carreras, Ricciarelli, Lloyd, Weikl, Ludwig. Wiener Staatsopernchor. Berliner Philharmoniker. Karajan, dirigent. Deutsche Grammophon 578 3374. 3 CD.
- Faust. Cupido, Plowright, Estes, Pons, Le Roux, Eder. Chœur de Radio France. Orchestre National de France. Ozawa, dirigent. Deutsche Grammophon 426 596-2. 3 CD.
- Faust. Hadley, Gasdia, Ramey, Mentzer, Agache, Fassbender. Welsh National Opera Choir and Orchestra. Rizzi, dirigent. Teldec 4509 90872. 3 CD.[12]

### Fotnoter
1. 1 2 3 4 5 6  Mall:GroveOnline[specificera källa]
2. ↑   Kungliga teatern : repertoar 1773–1973 : opera, operett, sångspel, balett. Skrifter från Operan, 0282-6313 ; 1. Stockholm. 1974. Libris 106704
3. ↑  ”GöteborgsOperan”. Arkiverad från originalet den 27 mars 2012. https://web.archive.org/web/20120327125243/http://sv.opera.se/forestallningar/arkiv/. Läst 2 april 2012.
4. ↑  Folkoperan Arkiverad 19 mars 2012 hämtat från the Wayback Machine.
5. ↑  Schwarm, Betsy. ”Faust”. britannica.com. https://www.britannica.com/topic/Faust-opera.
6. ↑  ”Performances, faust by city”. operabase.com. http://operabase.com/oplist.cgi?id=none&lang=en&is=faust&by=gounod&loc=&stype=abs&sd=1&sm=1&sy=2017&etype=abs&ed=31&em=12&ey=2020. Läst 16 september 2018.
7. ↑  ”statistics 2004-2017, top twenty operas”. operabase.com. https://www.operabase.com/statistics/en. Läst 19 november 2018.
8. ↑  ”The Met database (archives)”. Arkiverad från originalet den 12 augusti 2018. https://web.archive.org/web/20180812164001/http://archives.metoperafamily.org/archives/frame.htm. Läst 25 december 2018.
9. ↑  Boder, Wolfram Die Kasseler Opern Louis Spohrs,   Musikdramaturgie im sozialen Kontext (Kassel 2006)
10. ↑  Musiklexikon. 1982. sid 734.
11. ↑  Kaminski, Piotr (2003). Mille et un opéras. Fayard. sid. 1800. ISBN 978-2213600178
12. ↑   The Penguin guide to the 1000 finest classical recordings : the must have CDs and DVDs. London: Penguin Books. 2011. Libris 12532581. ISBN 978-0-241-95525-3